# 流動性知能と結晶性知能
流動性知能と結晶性知能（りゅうどうせいちのうとけっしょうせいちのう、英: Fluid and crystallized intelligence）（gf）（gc）は、1963年に心理学者のレイモンド・キャッテルによって導入された概念。
キャッテルの心理測定学に基づく理論によると、一般知能（g）はgfとgcに細分化される。流動性知能は、新しい推論問題を解決する能力であり、理解力、問題解決能力、学習能力などの重要なスキルと相関がある。一方、結晶性知能は、以前に学習した一次関係の抽象概念を適用することによって、二次関係の抽象概念を演繹する能力を含む。

## 歴史
流動性知能と結晶性知能は、もともとレイモンド・キャッテルが概念化した構成概念である。流動性知能と結晶性知能の概念は、キャッテルとその元学生のジョン・L・ホーンによってさらに発展された。ほとんどの知能検査は主に子供と若年成人に焦点を当てていた。キャッテルとヘッブは、個人の加齢に伴って知能がどのように変化し発達するかを知りたかった。彼らは、ある記憶や概念が残り、ある記憶や概念が減少することに気づいたとき、2つのタイプの知能を作る必要性を感じた。

## 流動性知能と結晶性知能の比較
流動性知能（gf）は、事前の学習（正規・非正規の教育など）や文化化に最小限しか依存しない、推論やその他の精神活動の基本的なプロセスを含む。ホーンは、それが形のないものであり、さまざまな認知活動に「流れ込む」ことができると指摘している。流動性推論能力を測定する課題では、抽象的な推論問題を解決する能力が必要とされる。流動性知能を測定する課題の例としては、図形分類、図形分析、数字と文字の系列、マトリックス、対連合などがある。
結晶性知能（gc）は、学習した手順や知識を含む。それは経験と文化化の影響を反映している。ホーンは、結晶性能力は「経験から沈殿したもの」であり、文化の知性と結びついた流動性能力の過去の適用の結果であると指摘している。結晶性知能を測定する課題の例としては、語彙、一般的な情報、抽象的な単語の類推、言語の機構などがある。

### 問題解決における流動性能力と結晶性能力の適用例
ホーンは、問題解決における結晶性アプローチと流動性アプローチの例を次のように示した。彼が説明した問題は次のとおりである。
「ある病院に100人の患者がいる。一部の患者（偶数）は片足しかないが靴を履いている。残りの患者のうち 半分は裸足である。どれだけの靴が履かれているか？」
この問題を解決するための結晶性アプローチでは、高校レベルの代数を適用することになる。代数は文化的な産物である。
{\displaystyle x+1/2*(100-x)*2}は履かれている靴の数であり、xは片足の患者の数を表す。{\displaystyle 100-x}は両足の患者の数を表す。解は100足の靴に帰着する。
問題を解決するための結晶性アプローチとは対照的に、ホーンは、高校レベルの代数の学習に依存しない、問題を解決するための流動性アプローチの架空の例を提供した。彼の架空の例では、ホーンは中等教育を受けるには若すぎるが、流動性能力を適用することで問題を解決できる少年について述べた。「彼は、両足の人の半分が靴を履いておらず、残りの全員（偶数）が片足であれば、靴は1人当たり平均1足になるはずであり、答えは100足であると推論するかもしれない」。

## ピアジェの認知発達理論との関係
研究者たちは、流動性能力と結晶性能力の理論をピアジェの認知発達理論に関連づけている。流動性能力とピアジェの操作的知能はいずれも、論理的思考と「関係の推論」（キャッテルが関係性の推論を指すのに用いた表現）に関係している。結晶性能力とピアジェの日常的学習の扱いは、経験の印象を反映している。流動性能力と結晶性知能の関係と同様に、ピアジェの操作性は日常的学習に先行し、最終的にその基盤を提供すると考えられている。

## 流動性知能の測定
様々な尺度が流動性知能を評価すると考えられている。

### レーヴン漸進的マトリックス
レーヴン漸進的マトリックス（RPM）は、流動性能力を測定するために最も一般的に使用される尺度の1つである。それは非言語的な多肢選択式のテストである。参加者は、一連の物体の空間的配置に基づいて関連する特徴を特定し、特定された特徴の1つ以上に一致する1つの物体を選択することにより、一連の図面を完成させなければならない。この課題は、心的表象間の1つ以上の関係を考慮する能力、すなわち関係推論を評価する。命題類推や意味的決定課題も関係推論を評価するために使用される。

### ウッドコック・ジョンソン認知能力検査第3版
ウッドコック・ジョンソン認知能力検査第3版（WJ-III）では、gfは2つのテストで評価される。概念形成と分析統合である。概念形成課題では、個人は範疇的思考を使用する必要がある。分析統合課題では、一般的な系列的推論が必要とされる。

#### 概念形成
個人は、難易度が上がるにつれて提示される視覚的なパズルを解くための根底にある「ルール」を推論することにより、概念を適用しなければならない。難易度が上がるにつれて、個人は1対1の比較を含むパズルを解くための重要な違い（または「ルール」）を特定する必要がある。より難しい項目では、個人は「かつ」の概念（例えば、解決策はこれとこれの一部を持っていなければならない）と「または」の概念（例えば、箱の中に入るためには、項目はこれかこれでなければならない）を理解する必要がある。最も難しい項目では、流動的な変換と、被験者がそれまでに取り組んできた様々なタイプの概念パズル間の認知的シフトが必要とされる。

#### 分析統合
分析統合検査では、個人は、ミニチュア数学システムを模倣する不完全な論理パズルの解決策を学習し、口頭で述べなければならない。このテストには、化学や論理学などの他の分野で記号の定式化を使用する際に関与するいくつかの特徴も含まれている。個人には一連の論理規則、パズルを解くために使用される「鍵」が提示される。個人は、鍵を使用してパズルの中の欠けている色を決定しなければならない。複雑な項目では、最終的な解決策を導き出すために鍵を2回以上順次心的に操作する必要があるパズルが提示される。ますます難しくなる項目では、演繹、論理、推論において流動的なシフトを必要とするパズルが混在している。

### 児童向けウェクスラー式知能検査第4版
児童向けウェクスラー式知能検査第4版（WISC-IV）は、5つの主要な指標得点により認知能力を全体的に測定するために使用される。WISC-IVでは、知覚推理指標にgfを評価する2つの下位検査がある。帰納と演繹を含む「マトリックス推理」と、帰納を含む「絵画の概念」である。

#### 絵画の概念
絵画の概念課題では、子供に2列または3列の一連の絵が提示され、どの絵（各列から1つずつ）がある共通の特徴に基づいてまとまっているかを尋ねられる。この課題は、一連の材料を支配している根底にある特徴（例えば、ルール、概念、傾向、クラスの構成員）を発見する子供の能力を評価する。

#### マトリックス推理
マトリックス推理もこの能力と、述べられたルール、前提、または条件から始めて、新しい問題の解決策に到達するために1つ以上のステップを踏む能力（演繹）を評価する。マトリックス推理検査では、子供に1つの絵が欠けた一連または一連の絵が提示される。その課題では、子供が5つの選択肢の中から、その系列またはシーケンスに合う絵を選ぶことが求められる。マトリックス推理と絵画の概念は視覚的な刺激を使用し、表出言語を必要としないため、gfの非言語的検査であると考えられている。

### 職場での流動性知能
企業環境では、流動性知能は、複雑性、不確実性、曖昧さに特徴づけられる環境で人がうまく働く能力の予測因子となる。認知プロセスプロファイル（CPP）は、人の流動性知能と認知プロセスを測定する。CPPは、これらをエリオット・ジャックの階層システム理論に基づいて、適切な作業環境に対応付ける。フェら（2022）は、子供時代に測定された流動性知能が労働市場での収入を予測することを示した。

### 知能測定に関連する要因
いくつかの著者は、個人がIQテストで提示された問題に真に興味を持っていない限り、問題を解決するために必要な認知作業が興味の欠如のために行われない可能性があることを示唆している。これらの著者は、流動性知能を測定することを意図したテストでの低得点は、課題を成功裏に完了できないことよりも、課題への興味の欠如を反映している可能性があると主張している。

## 生涯にわたる発達
流動性知能は20歳前後でピークに達し、その後徐々に低下する。この低下は、右小脳の局所的な萎縮、練習不足、または年齢に関連した脳の変化の結果と関係している可能性がある。
結晶性知能は一般的に徐々に増加し、成人期のほとんどの期間にわたって比較的安定したままであり、65歳以降に低下し始める。認知スキルの正確なピーク年齢は未だ明らかになっていない。

## 流動性知能とワーキングメモリ
ワーキングメモリ容量は流動性知能と密接に関連しており、gfの個人差を説明するために提案されている。ワーキングメモリとgfの関連付けは、2つの概念に関して研究者を悩ませている謎を解決するのに役立つ可能性があることが示唆されている。

### 神経解剖学
デヴィッド・ギアリーによると、gfとgcは2つの別個の脳システムに由来する。流動性知能は、背外側前頭前野、前帯状皮質、および注意と短期記憶に関連する他のシステムを含む。結晶性知能は、海馬 (脳)のような長期記憶の保存と使用に関与する脳領域の機能であるように見える。

### ワーキングメモリのトレーニングとそのトレーニングの流動性能力への間接的な影響に関する研究
ワーキングメモリがgfに影響を与えると考えられているため、ワーキングメモリの容量を増やすためのトレーニングは、gfにプラスの影響を与える可能性がある。しかし、一部の研究者は、特にこれらの技術が認知的欠陥のない健康な子供や大人によって使用される場合、gfを高めるためのトレーニング介入の結果が長期的で転移可能かどうかについて疑問を呈している。2012年に発表されたメタ分析レビューは、「記憶トレーニングプログラムは、一般化されない短期的で特定のトレーニング効果を生み出すようである」と結論づけた。
ベルン大学のコミュニティから70人の参加者（平均年齢25.6歳）を対象とした4つの個別実験のシリーズにおいて、ジェギらは、人口統計学的にマッチした対照群と比較して、8日から19日の間に1日約25分、要求の高いワーキングメモリ課題（Nバック課題）を練習した健康な若年成人は、流動性知能のマトリックステストのスコアにおいて、事前から事後にかけて有意に大きな増加を示したことを発見した。トレーニングの効果がどの程度持続するかを評価するための長期的なフォローアップは行われなかった。
その後の2つのNバック研究はジェギらの結果を支持しなかった。参加者のトレーニング課題のパフォーマンスは向上したが、これらの研究では、特に流動性知能とワーキングメモリ容量において、テストされた精神的能力の有意な改善は示されなかった。
したがって、これらの結果のバランスは、ワーキングメモリを増やすことを目的としたトレーニングは特定の短期的な効果を持ちうるが、gfへの影響はないことを示唆している。